# Klecie (województwo pomorskie)
Klecie (niem. Klettendorf) – wieś w Polsce położona w województwie pomorskim, w powiecie malborskim, w gminie Stare Pole na obszarze Żuław Elbląskich.
Wieś królewska położona była w II połowie XVI wieku w województwie malborskim. W latach 1975–1998 miejscowość administracyjnie należała do województwa elbląskiego.

## Zabytki
Według rejestru zabytków NID na listę zabytków wpisany jest dom podcieniowy nr 4, murowano-szachulcowy, 1750, pocz. XIX, XX, nr rej.: A-179 z 8.04.1960.
Dom podcieniowy nr 4, parter murowany, piętro konstrukcji szachulcowej, zbudowany ok. 1750 dla Daniela Zimmermanna, budowniczy Georg Pöck. Rozbudowany w XIX wieku.